# O Diário de Noel
The Noel Diary (bra/prt: O Diário de Noel) é um filme de comédia romântico-dramática de Natal americano de 2022 dirigido por Charles Shyer escrito por Rebecca Connor, David Golden, Charles Shyer e Richard Paul Evans. O filme foi produzido por Stephanie Slack e Margret H. Huddleston. É estrelado por Justin Hartley, Barrett Doss, Bonnie Bedelia, Essence Atkins e James Remar.
The Noel Diary foi lançado nos Estados Unidos em 24 de novembro de 2022, pela Netflix.

## Elenco
- Justin Hartley como Jake Turner
- Barrett Doss como Rachel Campbell
- Essence Atkins como Noel Ellis
- Bonnie Bedelia como Ellie Foster
- James Remar como Scott Turner
- Aaron Costa Ganis como Matt Segreto
- Jeff Corbett como Ian Page
- Andrea Sooch como Svetlana
- Lucia Spina como Book Store Owner

## Recepção
No site agregador de resenhas Rotten Tomatoes, 69% das 16 resenhas dos críticos são positivas, com nota média de 5,4/10. O Metacritic, que usa uma média ponderada, atribuiu ao filme uma pontuação de 63 em 100, com base em 4 críticos, indicando "críticas geralmente favoráveis".